# Supreme Team
Supreme Team（シュープリムチーム）は韓国のヒップホップグループである。2007年結成され、2009年にデビューした。

## メンバー
- Simon Dominic (Simon D)
  - 生年月日：1984年3月9日
  - 身長：170cm
  - 體重：57kg
  - 学歴：慶州大学校ホテル経営学科
  - 受賞：2010年MBC放送芸能大賞バラエティー部門人気賞

- E-Sens (Essayistic Sens)
  - 生年月日：1987年2月9日
  - 身長：182cm
  - 體重：73kg
  - 学歴：啓明大学校実用音楽科

## ディスコグラフィ
- Supreme Team Guide To Excellent Adventure（2009年）
- Supremier（2010年）
- Spin Off（2010年）